# فرودگاه بیوکنن
فرودگاه بیوکنن (به انگلیسی: Buchanan Airport) یک فرودگاه با کد یاتا UCN است . این فرودگاه در شهر بیوکنن، لیبریا کشور لیبریا قرار دارد .